# خوشاب (سلطان‌آباد)
خوشاب، روستایی از توابع بخش مرکزی و در شهرستان خوشاب استان خراسان رضوی ایران است.

## جمعیت
این روستا در دهستان سلطان‌آباد قرار داشته و بر اساس سرشماری سال ۱۳۸۵ جمعیت آن (۱۴۲خانوار) برابر با۴۴۵ نفر
بوده است.